# Helcogramma atauroensis
Helcogramma atauroensis ist ein kleiner Meeresfisch aus der Familie der Dreiflossen-Schleimfische (Tripterygiidae). Die Erstbeschreibung fand 2017 statt. Der Fisch ist nach der osttimoresischen Insel Atauro benannt. Als englische Trivialname wurde „Red-anal Triplefin“ vorgeschlagen.

## Entdeckung
Die Erstbeschreibung erfolgte anhand von acht Exemplaren, die man an der Nordwestküste Atauros vor dem Ort Vatuo, in drei Meter Tiefe eines seichten Korallenriffes fing.

## Beschreibung
Helcogramma atauroensis gehört zur Helcogramma steinitzi-Artengruppe, die dadurch diagnostiziert werden kann, das die erste, von drei Stachelstrahlen gestützte Rückenflosse oberhalb des Präoperculums beginnt. Bei allen anderen Helcogramma-Artengruppen beginnt sie deutlich hinter dem Präoperculum. Die zweite Rückenflosse verfügt über 14 bis 15 Stachelstrahlen, die dritte über neun bis elf Weichstrahlen. Von insgesamt neun bis elf Sinnesporen am Unterkiefer findet sich einer an der Symphyse. Die Seitenlinie wird von 19 bis 23 mit röhrenförmigen Poren versehenen Schuppen gebildet. Sie beginnt über dem Kiemendeckel und reicht bis zum Ende der zweiten Rückenflosse oder dem Ansatz der dritten Rückenflosse. Das Kopfprofil steigt mit einem Winkel von etwa 70º gegenüber der Horizontalen an. Alle Schuppen sind Kammschuppen. Der Nacken ist schuppenlos.
Die Grundfärbung der Fische ist hell grünlich. Sie sind durchscheinend und die Wirbelsäule ist zu sehen. Männchen zeigen auf dem Rücken vier kurze braune Querbänder, bei den Weibchen sind es neun, einige können auch doppelt sein. Auf den Körperseiten finden sich Reihen brauner Flecke, zwischen ihnen liegen weißliche bzw. hellgelbe Punkte. Die Kopfoberseite ist leuchtend blau und mit rotbraunen Linien gemustert. Die erste und zweite Rückenflosse ist bei den Weibchen transparent, die Flossenstrahlen sind rötlich. Bei den Männchen hat jeder Rückenflossenstrahl an der Basis einen dunklen Fleck und die Flossenmembranen sind mit kleinen schwarzen Punkten gemustert. Die dritte Rückenflosse ist transparent, bei den Männchen mit kleinen schwarzen Punkten versehen. Die Afterflosse ist beim Männchen rot gefärbt, beim Weibchen durchscheinend und zeigt sechs schräge, rotbraune Linien. Die Bauchflossen sind beim Männchen schwarz, beim Weibchen silbrigweiß. Die Brustflossen sind transparent, die Basis ihrer mittleren Flossenstrahlen ist silbrigweiß. Die Schwanzflosse ist durchscheinend, ihre mittleren Flossenstrahlen sind rotbraun.
Das größte gefundene Exemplar hatte eine Körperlänge von 31,6 mm.